# František Solano
Svatý František Solano (Francisco Sanchéz Solano Jimenéz, 10. března 1549, Montilla, Španělsko – 14. července 1610, Lima, Peru) byl španělský římskokatolický kněz a františkánský mnich, který provozoval misijní činnost v Jižní Americe.

## Život
František Solano, nazýván „zázračný Otec Nového světa“ díky množství zázraků a divů jež v Jižní Americe vykonal, se narodil 10. března 1549 v andaluském městečku Montilla ve Španělsku. Byl třetím dítětem Matea Sanchéze Solana a Any Jimenéz. Jeho dva sourozenci se jmenovali Diego a Inés. Francisco vyrůstal ve šlechtické křesťanské rodině, kde se cenila ušlechtilost ducha více než krve. Montilla byla místem zvláště zbožným. Samozřejmě znal Solano sv. Jana z Avily, který zemřel, když bylo Františkovi dvacet let. V této době bylo v Montille půl tuctu kostelů, asi kolem pěti klášterů a nespočet bratrství.

### Vstup do řádu františkánů
František studoval s jezuity, ale vstoupil do komunity františkánů, protože ho velmi přitahovala chudoba a obětovaný život mnichů z tohoto řádu. Rozhodl se tedy vstoupit jako novic do františkánského kláštera sv. Vavřince. Bylo to místo obklopené neskutečně nádhernou krajinou oplývající stromy, rostlinami a květinami, jasmíny, rybníkem s rybami, menší zvěří a ptáky. V centru tohoto přírodního ráje byly různě rozptýleny poustevny, které vybízely k modlitbě a rozjímání. V klášteře byla disciplína velmi přísná v souladu se základním pravidlem. Františkánští novicové zasvětili většinu času tichu a meditaci. Mluvili velmi zřídka, vždy v párech, tiše a ne dlouho.
František byl velmi počestný, trpělivý a pokorný. Vždy spal na podlaze jen s jednou přikrývkou a nosil pytlovinu po celý rok. Chodil naboso, i když byl nemocný, jedl jen zeleninu a ovoce. Často přesahoval hranice hrdinného umrtvování a sebeobětování, což mu podlomilo zdraví, měl problémy s nemocemi po zbytek života. 25. března 1570 se stal řádovým mnichem, bylo mu jednadvacet let.

### Pobyt v Loretu (1572–1579) a vysvěcení
O něco později byl v sevillském klášteře Panny Marie v Loretu, kde navštěvoval kurzy filosofie a teologie. V Loretu bylo dodržování pravidel také velmi striktní. Učitelé, kteří nejvíce ovlivnili Františka byli teolog a humanista bratr Luis de Carvajal a muzikant a vědec otec Juan Bermudo. Během svého vzdělávání se Solano neučil jen teologii sv. Bonaventury, ale měl možnost rozvíjet své vrozené nadání pro hudbu a zpěv.
V roce 1576 byl vysvěcen na kněze. Navštěvoval svého otce, ale už ne tak moc svou matku, která byla nemocná a skoro slepá. Byl jmenován vikářem sboru. Milovník střízlivosti a chudoby si vybudoval malý pokoj v koutě, kde se sotva vešel, z rákosí a hlíny s malým otvorem sloužícím jako okno, kde se modlil a studoval.
Poté, co ukončil teologická studia, byl jmenován kazatelem, jehož prací bylo kázat v přilehlých vesničkách, v čemž v budoucnu pokračoval jako misionář. Úloha kázat nebyla jednoduchá a vyžadovala další studium a celoživotní obětavost. Následně byl také jmenován zpovědníkem.
Je třeba říci, že jeho první záměr byl stát se mučedníkem. Bezúspěšně se snažil být umístěn do Berberíe[zdroj?](pobřeží severní Afriky) ve snaze evangelizovat Afričany. Vzhledem k odmítnutí jeho nadřízených si zvolil jiný cíl – Ameriku, ale musel nějaký čas počkat, než mohl uskutečnit své přání stát se misionářem.

### Návrat do Montilly
Smrt jeho otce ho donutila vrátit se dočasně do Montilly, aby navštívil matku. Nicméně jeho pobyt se prodloužil více, než předpokládal, kvůli smrtící epidemii, která postihla jeho i několik bratrů z františkánského kláštera. V Montille vykonal několik nevysvětlitelných vyléčení, které začaly šířit jeho pověst jako zázračného. Jednoho dne, když žádal o almužnu v ulicích, se ho jedna žena zeptala,zda by mohl přečíst evangelium jejímu šestiměsíčnímu dítěti, které držela v náručí. Solano viděl, že dítě mělo četné rány a vředy a opuchlý obličej. Říká se, že olízl jeho tvář a rány svým jazykem a rty a následující den se dítě začalo uzdravovat.
Také vyléčil chudého muže, který měl vředy na nohou a stěží mohl chodit o berlích. Říká se, že políbil jeho rány a okamžitě ho vyléčil.
V roce 1581 byl František umístěn jako vikář a učitel noviců do córdobského kláštera v Arruzafě, kde navštěvoval nemocné i bez ohledu na několik hodin modliteb a radíval mladším, aby byli trpělivi ve své práci a neštěstí.
V roce 1583 byl přeložen do San Francisco del Monte v Sierra Morena, asi 30 kilometrů severovýchodně od Córdoby. Byl to nádherný kraje. Jedl pouze chleba s vodou, octem a cibulí.
Jednou z věcí, kterými se snažil napodobit sv. Františka z Assisi, byl jeho vztah ke zvířatům. Říká se, že v tom kraji byl velký had, který napadal dobytek a pastevce, Solano ho pokáral a nařídil mu jít do kláštera, kde byl správně krmen a poté se prý odplazil a už v kraji nepáchal škody.
Během svého pobytu v Granadě kázal ve věznicích a navštěvoval nemocné ve špitále San Juan de Dios. O něco později, král Filip II. nařídil františkánům, aby vyslali misionáře do Jižní Ameriky. Konečně, k Solanově radosti, byl vyslán františkány na misii šířit křesťanství do těchto končin.

### Činnost v Jižní Americe
František Solano prošel značnou část amerického kontinentu během dvaceti let kázání zvláště indiánům. Jeho nejdelší cesta,kdy musel jít pěšky a vypořádávat se s řadou nebezpečí a utrpení,byla z Limy do Tucumánu v Argentině do Pamp a Chaco Paraguayo[zdroj?] (Paraguayská pláň). Tuto 3 000 kilometrů dlouhou cestu vykonal jen s vírou v Boha a touhou zachránit duše.
Došel k bojovným a nezkrotným kmenům ale po pár minutách kázání s krucifixem v ruce dosáhl toho, že ho všichni začali poslouchat s měkkým srdcem a začal křtít stovky až tisíce z nich.
Když kázal v La Rioja v Argentině, přiblížily se tisíce divokých indiánů s cílem útočit na místní obyvatelstvo. Všichni se chystali k obraně, ale František přišel se svým krucifixem v ruce a postavil se před útočící bojovníky a řekl jim, že domorodci vzdali útok. Útočníci se o něco později také nechali pokřtít.
Otec Solano měl nádherný hlas a uměl velmi dobře hrát na housle a kytaru. A v místech, která navštěvoval, bavil diváky svými veselými písněmi. Jednoho dne přišel do kláštera, kde duchovní byli příliš vážní.Proto, připomínajíc ducha sv. Františka z Assisi, jim začal zpívat a tančit tak vtipně, že tito mniši nakonec také tančili a zpívali na počest Boha.
Svatý František Solano byl misionářem v Chaco Paraguayo, Uruguayi, Río de la Plata, Santa Fe a Córdobě v Argentině více než 14 let. Vždy chodil pěšky, obrátil na víru bezpočet indiánů a také mnoho španělských kolonizátorů. Jeho působení v každém městě či vesnici bylo obnovou náboženské horlivosti. Jednoho dne ve vesnici San Miguel byl na býčích zápasech a jeden zuřivý býk vyběhl z ohrady na ulici a začal ohrožovat lidi. Zavolali Solana,on si před zuřive zvíře klidně stoup. Lidé se dívali s obdivem, jak se býk blížil, olízl mu ruku a nechal se odvést do ohrady.

### Příchod do Limy
Po příchodu do Limy byl jmenován Strážcem klášterních sbírek. Jako vždy se bránil přijetí jakékoli funkce, ale nakonec kvůli svým nadřízeným musel postavení přijmout.
Jeho posedlost chudobou byla tak velká, že nechtěl ani vybílit či vydláždit dům, ani vyleštit okna a dveře. V jeho pokoji byla jen postel, přikrývka, kříž, židle a stůl, lampa a Bible spolu s několika dalšími knihami. Jeho rady byly moudré, a když musel pokárat některé z dalších mnichů, bylo to vždy s velkou péčí a láskou. I přes nadměrné pokání a modlitby byl stále šťastný. Solano byl také svatým radosti.

### Provinční tajemník a představený kláštera v Trujillo (1602–1604)
V roce 1601 byl zvolen tajemníkem a představeným, pozice, kterou zastával méně než rok. Na jedné z jeho cest málem umřel a vzhledem k jeho křehkému podlomenému zdraví mu byl určen nový cíl – Trujillo, založené Franciscem Pizarro téměř půl století před příchodem Solana do Peru.
V Trujillu hledal klid a ticho a chtěl se separovat od pověsti, kterou měl v Limě. Věnoval se návštěvám nemocných, zejména jednoho malomocného, kterému často nosil dárky. V domě jiné pacientky byl u okna strom, kde začal nádherně zpívat jeden pták, jen když přišel Solano. Kázal v městské nemocnici a také navštěvoval vězně, mluvil s nimi a dával jim rozhřešení. K modlitbám našel útočiště v klášterní zahradě, kde bylo mnoho ptáků. Bylo jich tam tolik, že je Solano krmil střídavě a ti, kteří zrovna jedli, se rozcházeli, aby udělali místo dalším.

### Návrat do Limy (1604)
V roce 1604 se vrací do Limy - města, kde strávil poslední léta svého života. I přes své chabé zdraví pokračoval dál v pokání a strávil celé noci na modlitbách. Jeho návštěvy v nemocnici se stávaly čím dál častějšími. Nicméně stále často chodil navštěvovat nemocné nebo vyšel na ulici, aby kázal. Jeho kázání byla založena na biblických verších a učení Otců církve. Kázal všude - v řemeslných dílnách, v hernách, na ulici, v klášterech a dokonce na nádvoří divadla.

### Poslední roky jeho života
V říjnu roku 1605 dorazil do ošetřovny kláštera vyčerpaný a těžce nemocný se žaludkem, sotva měl sílu chodit kázat do ulic a navštěvovat nemocné. Snažil se chodit jíst do menzy s ostatními mnichy, ale jedl velmi málo. Navíc pokračoval v pokání a nebral ohled na své křehké zdraví. Když vstal, rád chodíval po křížové chodbě kláštera a modlil se před obrazy ze života sv. Františka z Assisi. Ve třídě teologie strávil mnoho hodin před obrazem sv. Bonaventury.
V říjnu 1609 došlo v Limě k zemětřesení. První otřes přišel v noci, poté následovalo dalších až 14 nových otřesů půdy. Voda se vylila z nádrží a zvony zvonily samy od sebe. Kostely byly plné lidí a Solano jim šel kázat přesto, že sotva stál na nohou.
Během jeho poslední nemoci ho léčili čtyři lékaři. Solano vypadal čím dál tím více jako živoucí kostra. Měl velkou horečku a silné bolesti žaludku, nakonec zemřel 14. července 1610 v den sv. Bonaventury. Říká se, že tento den se s ním ptáci loučili zpěvem u okna jeho cely od brzkého rána. Zemřel v 11.45 dopoledne, v tu samou dobu se divně rozezněly zvony v klášteře v Loretu.

## Post-mortem
Jeho tělo bylo přemístěno z ošetřovny do kaple, kde ho přišlo mnoho lidí uctívat. Tam byl také portrétován dvěma malíři. Jeho pohřbu se zúčastnilo asi 5 000 lidí . Jen 15 dní po jeho smrti se otevřel proces jeho svatořečení. Jednání začalo v Limě, kde bylo 500 svědků, a pak pokračoval v jiných městech v Peru, v Tucumanu v Argentině a ve Španělsku. Svatý František Solano byl roku 1675 prohlášen za blahoslaveného a 27. prosince 1726 ho papež Benedikt XIII. prohlásil za svatého.

## Ikonografie a atributy
František Solano je vždy znázorňován ve františkánském hábitu. Většinou u něj sedí indiáni, které vyučuje. Často je vyobrazen, jak hraje na housle (což ukazuje jeho umění hry na ně) čímž doprovázel svá kázání. Také se dost často objevuje s křticí miskou, jak křtí zástupy indiánů. Jeho atributy jsou kříž, indiáni u jeho nohou, housle a křticí miska.
Příkladem scény při hře na housle je vyobrazení na malbě na hlavním oltáři v katedrále v Camajaru. Také bývá zobrazována jeho smrt, například na malbě v kostele Santa Maria in Aracoeli v Římě. Jeho portrét lze vidět nad dveřmi jeho úmrtního pokoje v Limě v Peru.

## Úcta a patronát
Svatý František Solano je uctíván ve františkánském řádu, kdy jeho památku slaví 13. července, ale také i v kapucínském řádu, kde ji slaví naopak 21. července.
Je patronem Chile, Panamy, Bolívie, Paraguaye, také samotné Limy v Peru a Montilly ve Španělsku, františkánských misií a bývá uváděn i jako patron radosti a proti zemětřesení.

## Fotogalerie

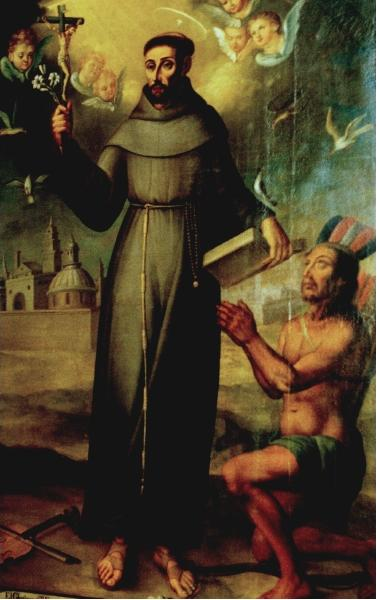
Svatý František Solano, Pedro Diaz, 1810, Museo Nacional de Peru, Lima
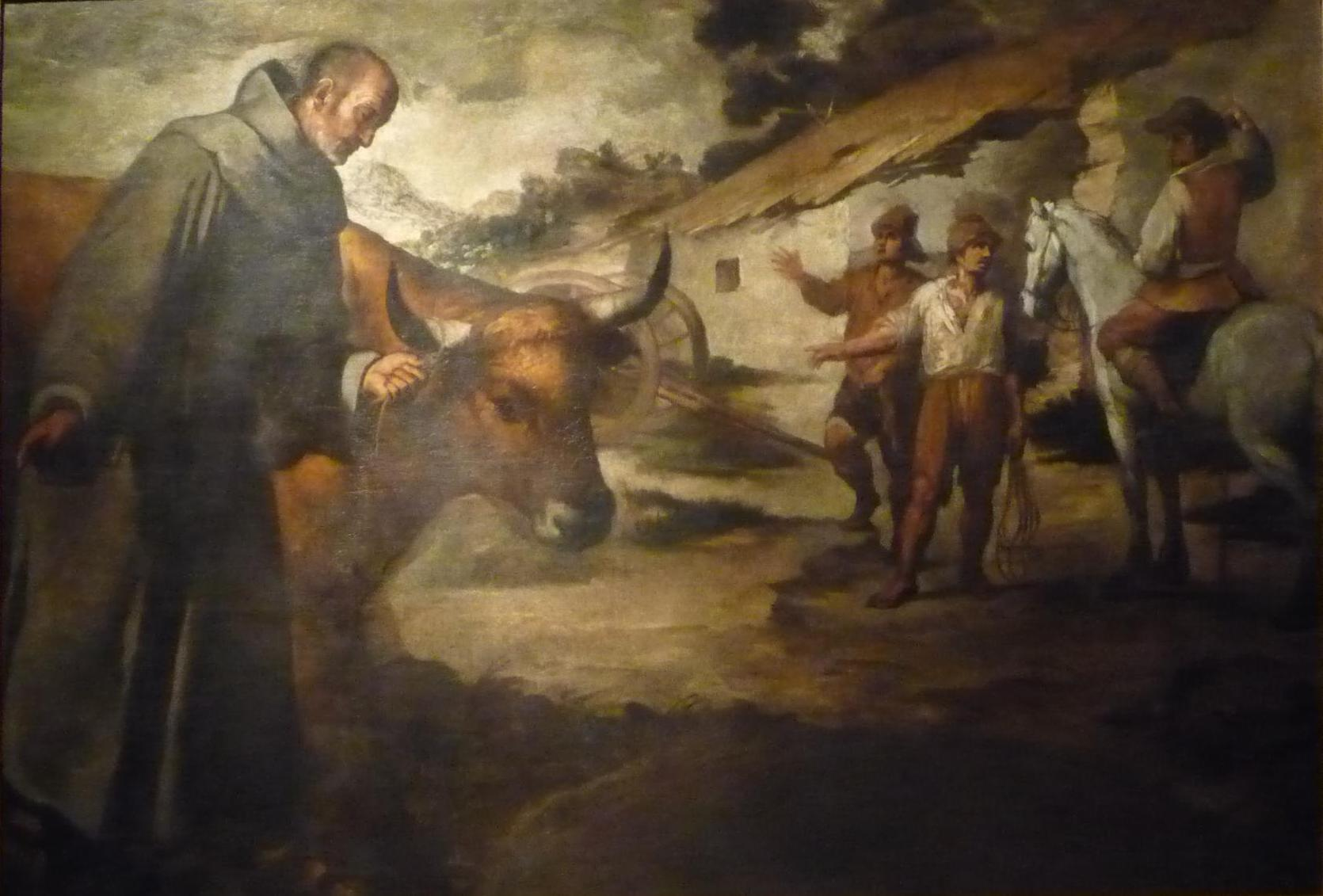
František ze Solana při zklidnění divokého býka, podle skici Bartolomea Murilla, 1645, Patrimonio Nacional, Sevilla